# Colchicum hirsutum
Colchicum hirsutum là một loài thực vật có hoa trong họ Colchicaceae. Loài này được Stef. miêu tả khoa học đầu tiên năm 1926.